# Catharsius ninus
Catharsius ninus là một loài bọ cánh cứng trong họ Bọ hung (Scarabaeidae).